# Трој (Њујорк)
Трој (енгл. Troy) град је у америчкој савезној држави Њујорк. По попису становништва из 2010. у њему је живело 50.129 становника.

## Демографија
Према попису становништва из 2010. у граду је живело 50.129 становника, што је 959 (2,0%) становника више него 2000. године.
| Група             | 2000.          | 2010.          |
| Белци             | 38.711 (78,7%) | 34.953 (69,7%) |
| Афроамериканци    | 5.612 (11,4%)  | 8.211 (16,4%)  |
| Азијати           | 1.717 (3,5%)   | 1.721 (3,4%)   |
| Хиспаноамериканци | 2.131 (4,3%)   | 3.984 (7,9%)   |
| Укупно            | 49.170         | 50.129         |